# IMAM Ro.26
El IMAM Ro.26, a veces llamado Romeo Ro.26, fue un entrenador biplano monomotor producido por la compañía aeronáutica italiana IMAM a principios de los años 30 del siglo XX. Solo fue construido un ejemplar.

## Desarrollo
A principios de 1932, la compañía italiana SA Industrie Meccaniche e Aeronautiche Meridurali (IMAM) construyó el biplano Ro.26, un avión de entrenamiento básico basado en un diseño del ingeniero aeronáutico Giovanni Galasso. Estaba propulsado por un motor radial de siete cilindros Armstrong Siddeley Lynx de 160 kW (215 hp), construido bajo licencia por Alfa Romeo como Lince. IMAM esperaba comercializar el nuevo avión para el entrenamiento básico de pilotos y usarlo en competiciones acrobáticas. El diseño del Ro.26 también le permitía servir como entrenador de pilotos de hidroaviones por su conversión a avión de flotadores como Ro.26I (o Ro.26 Idro (hidro)), siendo reemplazado el tren de aterrizaje por flotadores. El prototipo, registrado como I-ABIL, voló por primera vez en 1932.

## Diseño
El Ro.26 era un avión de entrenamiento biplano con alas de misma envergadura con un ligero diedro positivo. Las alas y la sección de cola eran de construcción en madera y recubrimiento de tela. El fuselaje estaba construido en metal, a base de tubos de acero soldados autógenamente.
El avión tenía tren de aterrizaje convencional fijo de vía ancha con amortiguadores oleoneumáticos. Un par de flotadores podían reemplazar el tren de aterrizaje para transformar el avión en un hidroavión de flotadores. Las cabinas abiertas estaban dispuestas en tándem, con el instructor sentado en la primera cabina, accesible desde una escotilla instalada en el lado derecho del fuselaje. El piloto de la cabina delantera podía conectar o desconectar los controles en vuelo a voluntad.
El motor Alfa Romeo Lince de siete cilindros refrigerado por aire entregaba 160 kW (215 hp) y movía una hélice bipala de madera de 2,18 m de diámetro.

## Historia operacional
Al comienzo de 1934, la Regia Aeronautica probó el prototipo I-ABIL del Ro.26. Aunque el avión exhibió buenas características de vuelo, las autoridades militares decidieron no comprarlo. IMAM abandonó los planes de la producción en serie y no construyó ejemplares adicionales.

## Variantes
Ro.26
Biplano entrenador básico, propulsado por un motor radial Alfa Romeo Lince de siete cilindros y 160 kW (215 hp).
Ro.26I
La versión de flotadores tenía una velocidad máxima de 205 km/h y una velocidad de pérdida de 82 km/h, y podía ascender a 1000 m (3300 pies) en 3 min 20 s, a 2000 m (6600 pies) en 7 min, a 3000 m (9800 pies) en 13 min, a 4000 m (13 000 pies) en 21 min 30 s, y a 5000 m (16 000 pies) en 34 min. La "I" significaba Idrovolanti (hidroavión).

## Especificaciones (Ro.26)
Referencia datos: Jotti da Badia Polesine

### Características generales
- Tripulación: Dos (piloto y alumno)
- Longitud: 6,6 m (21,8 ft)
- Envergadura: 8,9 m (29,2 ft)
- Altura: 2,7 m (8,8 ft)
- Superficie alar: 21,8 m² (234,7 ft²)
- Peso vacío: 750 kg (1653 lb)
- Peso cargado: 900 kg (1983,6 lb)
- Planta motriz: 1× motor radial de siete cilindros refrigerado por aire Alfa Romeo Lince.
  - Potencia: 160 kW (221 HP; 218 CV)
- Hélices: Bipala de madera
- Diámetro de la hélice: 2,18 m

### Rendimiento
- Velocidad máxima operativa (Vno): 212 km/h (132 MPH; 114 kt)
- Velocidad crucero (Vc): 186 km/h (116 MPH; 100 kt)
- Velocidad de entrada en pérdida (Vs): 78 km/h (48 MPH; 42 kt) a 500 m (1640 pies)
- Alcance: 1000 km (540 nmi; 621 mi) (5 h 30 min)
- Régimen de ascenso: 7,4 m/s (1457 ft/min)
- Carga alar: 43,5 kg/m² (8,9 lb/ft²)

## Aeronaves relacionadas

### Secuencias de designación
- Secuencia Ro._ (interna de IMAM): Ro.1 - Ro.5 - Ro.10 - Ro.26 - Ro.30 - Ro.35 - Ro.37 →